# Myophonus melanurus
Myophonus melanurus là một loài chim trong họ Muscicapidae.